# Заушкевич Лука Карпович
Лука Карпович Заушкевич (1807—1856 ?) — архітектор Російської Імперії.
Народився в сім'ї священника (Карпо Заушкевич (він же отець Стефан) був у Миколаєві настоятелем Адміралтейського собору), стопами батька пішов навчатися до Київської духовної семінарії, не закінчивши її, 1827 року вступив на роботу підмайстра в архітектурний департамент.
1831 року звільняється з Чорноморського департаменту і вирушає до Одеси в будівельний комітет. 1832 року прибув до Кишинева. Його зарахували, за вказівкою бессарабського цивільного губернатора, штатним помічником бессарабського обласного архітектора, а 1835 року звели в колезькі реєстратори, а потім став губернським секретарем. Фактично, в 32 роки Заушкевич став головним архітектором Кишинева.
Указом Бессарабської обласної будівельної та дорожньої комісії 1855 року наказувалося всі висновки щодо проєктів, винесені Заушкевичем, до уваги не брати. Причина невідома.
1856 року його місце посів Олександр Бернардацці, а Лука Заушкевич, бездітний вдівець, повернувся до Одеси. Подальших відомостей про долю немає.

## Основні роботи
- Церква Вознесіння Господнього Гиржавського монастиря — 1836 рік
- Болгарська церква (Аккерман) — 1840 рік
- Тріумфальна арка (Кишинів) — 1841 рік
- Монастир Святого Феодора Тірона (Кишинів) — 1854 рік
- Сирітський будинок зі службами при Кишинівському міському шпиталі — 1856 рік